# Ландштрасе
Ландштрасе (нем. Landstraße, букв. «сельская дорога») — третий район Вены. Расположен в центральной части города, в составе Вены образован в XIX веке. Является густонаселённым городским районом с большим количеством рабочих и жилых домов. Известен примерно с 1200 года.
Площадь района составляет 7,4 км², население — 93 248 человек (1 января 2021), плотность населения — 12 393 чел./км².

## География
Район расположен на юго-востоке центральной части города Вены. Занимает площадь 7,42 км2, или 1,8 % территории столицы Австрии. Этот район находится в центре муниципальных районов Вены. Район граничит с районом Леопольдштадт на севере и востоке, на юго-востоке граничит с Зиммеринг, на юге и юго-западе граничит с районом Фаворитен, на западе — с районами Виден и Innere Stadt. На севере и востоке отделён от района Леопольдштадт Дунайским каналом.
В сравнении с другими центральными районами города, является достаточно озеленённым. Площадь зелёных насаждений составляет 98,21 гектаров, что составляет 13,18 % площади всего района.

## Население
| Год  | Численность |
| ---- | ----------- |
| 2005 | 83827       |
| 2006 | 84208       |
| 2007 | 83919       |
| 2008 | 83050       |

| Год  | Численность |
| ---- | ----------- |
| 2009 | 82979       |
| 2010 | 83061       |
| 2011 | 83955       |
| 2012 | 84574       |

| Год  | Численность |
| ---- | ----------- |
| 2013 | 85508       |
| 2014 | 86454       |
| 2015 | 88125       |
| 2016 | 89806       |

| Год  | Численность |
| ---- | ----------- |
| 2017 | 90183       |
| 2018 | 90712       |
| 2019 | 91745       |
| 2020 | 91680       |

## Здания и сооружения

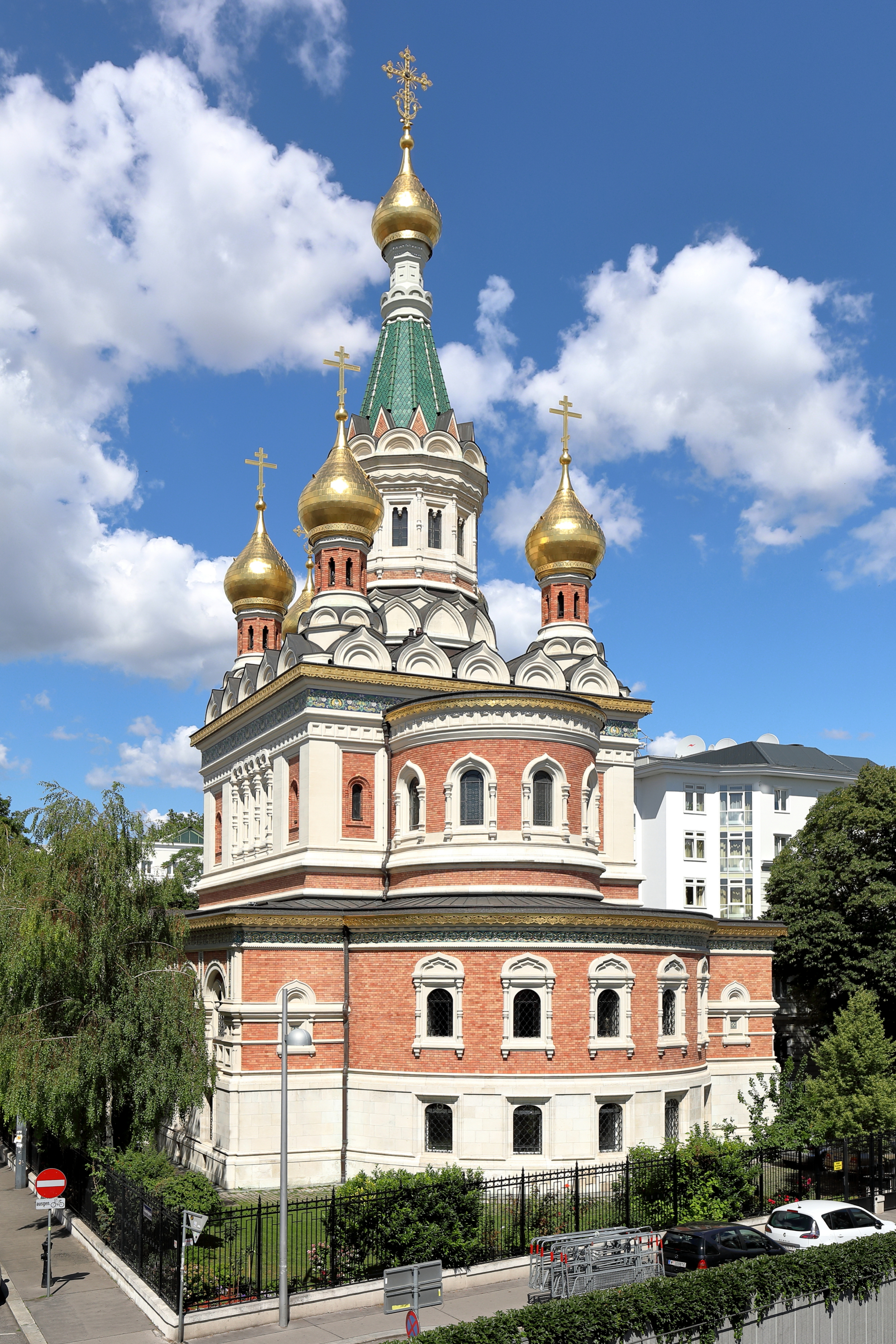
Собор святителя Николая Чудотворца

Район наиболее известен Бельведером — дворцом на западе Ландштрасе, который был построен Евгением Савойским в XVIII веке. В настоящее время, во дворце расположена Австрийская галерея. На территории района располагается также кладбище Святого Марка и православный Собор святителя Николая Чудотворца (на илл.).
К северу от Бельведера, возле станции S-Bahn Rennweg, находится посольство и консульство РФ в Австрии (Reisnerstrasse, 45-47, официальный сайт).